# Kirchberg ob der Donau
Pour les articles homonymes, voir Kirchberg.
Kirchberg ob der Donau est une commune autrichienne du district de Rohrbach en Haute-Autriche.